# 西斯科 (伊利諾伊州)
西夔科（英語：Cisco）是位於美國伊利諾伊州皮亞特縣的一個村落。

## 地理
西夔科的座標為40°00′42″N 88°43′33″W / 40.01167°N 88.72583°W，而該地最高點為海拔高度210米（即689英尺）。

## 人口
根據2010年美國人口普查的數據，西夔科的面積為0.95平方千米，當中陸地面積為0.95平方千米，而水域面積為0.00平方千米。當地共有人口261人，而人口密度為每平方千米274人。